# 프레임 (인식의 방법)
프레임(Frame)은 인간이 성장하면서 생각을 더 효율적으로 하기 위해 생각의 처리 방식을 공식화한 것을 뜻한다. 인간은 어떤 조건에 대해서 거의 무조건적으로 반응하는 경향이 있기 때문에 프레임을 '마음의 창'에 비유되곤 하는데, 이는 어떤 대상 또는 개념을 접했을 때 어떤 프레임을 갖고 있느냐에 따라서 그 해석이 바뀌기 때문이다.
언어학자 조지 레이코프는 프레임을 '특정한 언어와 연결되어 연상되는 사고의 체계'라고 정의한다. 프레임은 우리가 사용하는 모든 언어에 연결되어 존재하는 것으로, 우리가 듣고 말하고 생각할 때 우리 머릿 속에는 늘 프레임이 작동한다는 게 그의 주장이다.
조지 레이코프가 발표한 프레임 이론(Frame theory)에서 프레임이란 현대인들이 정치ㆍ사회적 의제를 인식하는 과정에서 본질과 의미, 사건과 사실 사이의 관계를 정하는 직관적 틀을 뜻한다. 정치계에서 선거 전략상으로도 프레임은 중요한 의미를 갖게 되는데, 정치적 상황을 유리하게 이끌 때에도 프레임은 유용한 도구가 된다. 조지 레이코프의 프레임 이론에 따르면, 전략적으로 짜인 틀을 제시해 대중의 사고 틀을 먼저 규정하는 쪽이 정치적으로 승리하며, 이 제시된 틀을 반박하려는 노력은 오히려 해당 프레임을 강화하는 딜레마에 빠지게 된다.

## 프레임의 내용
프레임은 '기본 틀ㆍ뼈대'라는 뜻으로, 인간이 생각을 하면서 프레임을 사용하는 것은 생각의 효율을 높이기 위해서다. 프레임의 예는 다음과 같다. 어떤 병에 물이 절반 들어 있다. 이때 A는 "절반 밖에 안 남았네"라고 하였고, B는 "절반씩이나 남았네"라고 했을 때 B는 A에 비해서 긍정적이고 낙천적인 성격을 갖고 있다고 한다. 이때 A와 B의 해석의 차이는 두 사람이 갖는 프레임이 다르기 때문이다.
우리가 어떤 대상 또는 개념을 처음 접했을 때 우리는 이 대상 또는 개념을 인식하는 데 오랜 시간이 걸린다. 그러나 한 번 파악했던 대상 또는 개념을 다시 인식하는 데는 처음보다 더 짧은 시간이 걸리며, 그 대상 또는 개념을 좋아한다면 더욱 더 빠른 시간만이 필요로 하게 된다. 이는 인간이 대상 또는 개념을 더 간단한 방식으로 처리하여 받아들이기 때문이다. 이렇게 효율적으로 처리하게 된 것은 대부분 인간의 생존과 밀접한 관련성이 있다.
일단 프레임이 형성된 상태에서는 쉽게 변하지 않는다. 예를 들어 '나이가 많은 사람은 현명하다'는 명제에 대해서 대부분의 사람들은 긍정적으로 인식한다. 이는 지금까지 일반적으로 통용되는 명제였기 때문이다. 하지만 사회 전체가 너무 빠르게 발전한 오늘날 이 명제는 많은 경우에 옳은 명제라고 볼 수 없다. 사회가 빨리 변했기 때문에 나이가 많다고 더 많은 것을 알 수는 없게 되었기 때문이다. 하지만 위의 명제는 여전히 통용된다.
우리 사회의 경우 현실은 산업사회로 발전한 반면 의식은 농경사회에 머물러 있다고 주장하는 사람이 많다. 사람들이 생각하고, 조직을 이루고, 일을 처리하는 방식이 산업사회에 어울리지 않기 때문이다. 사회 전반적인 프레임은 약 30년 간의 시간 동안에는 쉽게 바뀔 수 없었기 때문이다. 프레임은 사람의 성장기에 그 사회에 가장 적합한 형태로 형성되는 경향이 강하다. 그렇기 때문에 농경사회에 태어난 사람은 농경사회에 적합한 프레임을 갖고 있으며, 산업사회에 태어난 사람은 산업사회에 적합한 프레임을 갖고 있다. 이렇게 각 세대마다 나타나는 프레임의 차이를 간단하게 세대 차이라고 한다.
프레임은 일반적으로 좋고 나쁨이 없다. 위에서 살펴봤듯이 각각의 환경에 더 경쟁력이 있는 형태를 가질 뿐이다. 그러므로 남의 프레임에 대해서 좋고 나쁨, 옳고 그름을 이야기할 수 없다. 환경이 변화하면 프레임도 같이 변해야 하며, 환경 변화에 맞게 변화하지 못한 프레임은 경쟁력을 잃게 된다.

## 상위 프레임과 하위 프레임
상위 프레임은 왜 이 일이 필요한지 그 이유, 의미, 목표, 비전을 묻고 이상을 세운다. 하위 프레임은 그 일을 하기가 쉬운지 어려운지, 시간은 얼마나 걸리는지, 성공 가능성은 얼마나 되는지 등 구체적인 절차를 묻는다. 하위 프레임에 천착하면 궁극적인 목표나 큰 그림을 놓치고 항상 주변머리의 이슈들을 좇느라 에너지를 허비할 수 있다. 상위 수준의 프레임을 갖고 있는 사람은 No보다는 Yes라는 대답을 자주하고, 하위 수준의 프레임을 가진 사람은 Yes보다는 No라는 대답을 많이 하는 경향이 있다.

## 프레임과 패러다임
프레임과 비슷한 개념으로 패러다임(Paradigm)이 있다. 패러다임은 프레임에 포함되는 개념이다. 즉, 프레임이 더 일반적인 용어이다.
패러다임의 정의는 어떤 한 시대 사람들의 견해나 사고를 근본적으로 규정하고 있는 테두리로서의 인식의 체계 또는 사물에 대한 이론적인 틀이나 체계이다. 통상 패러다임은 대규모의 인식체계를 말하고, 프레임은 소규모의 인식체계를 말한다. 프레임이 나타나는 데는 패러다임이 영향을 주게 된다. 천동설과 지동설이라는 지구과학적 지식에 따라 인간의 세계관이 달라지는 것이 대표적인 예이다.
보통 패러다임은 어떤 법칙과 같은 형태로 인식되고 프레임은 일상생활 속에서 경험할 수 있다. 예를 들어 '싼 것은 비지떡이다'라는 생각은 대한민국 사람들이 물건을 구매할 때 일상생활 속에서 나타나는 '프레임'이고, '물질은 입자임과 동시에 파동이다'라는 양자역학적 개념은 보편적인 상태를 이야기하는 '패러다임'이다.

## 참고 문헌
- 최인철. 《프레임: 나를 바꾸는 심리학의 지혜》. 21세기 북스.  2007년 6월 20일. ISBN 9788950911546 [쪽 번호 필요]
- George Lakoff. 《Don't Think of an Elephant: Know your Values and Frame the Debate》. Chelsea Green Publishing Company. 2004년. ISBN 1931498717
- 죠지 레이코프 저. 나익주 역. 《프레임 전쟁》. 창비. 2007년. ISBN 9788936485405
- David Duchemin. 《Within the Frame: A Journey in Photographic Vision》. New Riders Publishing. 2009년. ISBN 0321605020
- 조윤호. 《프레임 대 프레임》. 한빛비즈. 2017년. ISBN 9791157841769

## 같이 보기
- 프레이밍
- 구조주의
- 개념
- 계
- 패턴
- 대칭
- 플롯
- 뼈대 구조
- 나침반
- 자이로스코프
- 저울